# Voltammetria a scansione lineare

Variazione lineare del potenziale

La voltammetria a scansione lineare è un metodo voltammetrico dove la corrente di un elettrodo di lavoro, immerso in una soluzione, è misurata durante una variazione del potenziale applicato alla soluzione in analisi.
Il potenziale applicato è calcolato dalla differenza tra il potenziale dell'elettrodo di lavoro e quello di un elettrodo di riferimento.
Se una specie elettroattiva che si trova in soluzione è capace di ridursi o ossidarsi nell'intervallo di potenziale usato, essa scambierà elettroni con l'elettrodo di lavoro generando una corrente elettrica, che è il segnale di interesse.
L'ossidazione e/o la riduzione delle specie chimiche è registrata come un picco nel grafico intensità di corrente contro potenziale applicato.
Questo picco indica a quale potenziale inizia il trasferimento di elettroni e quando questo processo cessa per esaurimento della sostanza coinvolta.